# Trenton (Nebraska)
Trenton è un comune degli Stati Uniti d'America, situato nello Stato del Nebraska, nella Contea di Hitchcock, della quale è il capoluogo.